# Cebadillas
Cebadillas är en ort i Mexiko.   Den ligger i kommunen Pantepec och delstaten Puebla, i den sydöstra delen av landet, 190 km nordost om huvudstaden Mexico City. Cebadillas ligger 188 meter över havet och antalet invånare är 252.
Terrängen runt Cebadillas är kuperad söderut, men norrut är den platt. Runt Cebadillas är det ganska tätbefolkat, med 58 invånare per kvadratkilometer. Närmaste större samhälle är Venustiano Carranza, 19,5 km öster om Cebadillas. Omgivningarna runt Cebadillas är en mosaik av jordbruksmark och naturlig växtlighet.